# Dariusz Leśnikowski
Dariusz Janusz Leśnikowski (ur. 11 kwietnia 1959 w Częstochowie) – polski kulturoznawca, krytyk sztuki, kurator, dyrektor Miejskiej Galerii Sztuki w Łodzi (od 2018), adiunkt w Instytucie Kultury Współczesnej Uniwersytetu Łódzkiego.

## Życiorys
Od 1978 występował jako aktor teatralny. W 1980 został kierownikiem artystycznym STS „Pstrąg”, w ramach którego był reżyserem, autorem scenariuszy, scenografii i oprawy muzycznej, wraz z którym występował w: Belgii, Francji, Litwie, Niemczech, Polsce, Wielkiej Brytanii i Włoszech. W 2009 obronił pracę doktorską pt. „Nurt feministyczny w angielskim dramacie i teatrze alternatywnym” na Wydziale Filologicznym Uniwersytetu Łódzkiego pod kierunkiem Anny Kuligowskiej-Korzeniewskiej.
Jest autorem licznych publikacji poświęconych teatrowi i sztuce współczesnej oraz organizatorem wystaw plastycznych polskich i zagranicznych oraz redaktorem i współredaktorem licznych wydawnictw, związanych ze sztukami plastycznymi, literaturą i teatrem. Publikował recenzje i artykuły na łamach czasopism, takich jak: „Dialog”, „Opcje”, „Fa-Art”, „Text & Cover”, „Art & Business”, „Spotkania z Zabytkami”, „Tygiel Kultury”, „Zeszyty ASP w Łodzi”, „Études théâtrales Université Catholique de Louvain”, „Pijpelogische Kring Nederland”, „Art History & Criticism”. Opublikował około 150 tekstów krytycznych i recenzji na łamach katalogów i wydawnictw galerii sztuki w Polsce. Stale współpracuje z galerią Amcor w Łodzi. Od 1 stycznia 2018 roku jest dyrektorem Miejskiej Galerii Sztuki w Łodzi.
Był jurorem w konkursach: na Małą Formę Graficzną dla studentów ASP w Łodzi (2006–2020) Międzynarodowego Biennale Grafiki w Łodzi (2016, 2018), im. Władysława Strzemińskiego dla Studentów ASP w Łodzi (2018–2022), Międzynarodowego Triennale „Małe Formy Grafiki Polska – Łódź 2020”. Należał m.in. do Rady Programowej Międzynarodowego Triennale Tkaniny Łódź 2019, a także należy do komisji Wydziału Kultury UMŁ ds. Pracowni artystycznych, Rady Uczelni na Akademii Sztuk Pięknych w Łodzi (od 2021–2024) i Rady Muzeum Miasta Łodzi (od 2022).

## Publikacje
- Czytanie sztuki: postawy – interpretacje, Galeria Amcor Rentsch, Łódź 2006,
- Czytanie sztuki: postawy – interpretacje. Dekada druga, Galeria Amcor, Łódź 2016[2].

## Wyróżnienia
- 2004: Nagroda Rektora Uniwersytetu Łódzkiego zespołowa stopnia pierwszego,
- 2006: Nagroda Rektora Uniwersytetu Łódzkiego indywidualna stopnia trzeciego,
- 2007: Złota Odznaka Uniwersytetu Łódzkiego,
- 2013: Medal: Uniwersytet Łódzki w Służbie Społeczeństwu i Nauce,
- 2015: Odznaka honorowa „Zasłużony dla Kultury Polskiej”,
- 2015: Złoty Medal Złoty za Długoletnią Służbę[4],
- 2023: Odznaka „Za Zasługi dla Miasta Łodzi”[6].